# 夢遊 (專輯)
《夢遊》是台灣歌手紀佳松的第三張創作專輯，於在2013年11月27日發行，這也是加盟索尼音樂後的首張專輯。

## 曲目
1. 音樂官能病
  - 作曲：紀佳松、作詞：紀佳松、編曲：紀佳松
2. I Know You Love Me
  - 作曲：紀佳松、作詞：紀佳松、編曲：紀佳松
  - Disco Funk形式的歌曲。
3. 不要忘記我
  - 作曲：紀佳松、作詞：紀佳松、編曲：紀佳松
  - 以Rap演繹的Pop Rock歌曲，原名《遺書》。
  - 第二主打
4. Lovely Pie
  - 作曲：紀佳松、作詞：紀佳松/王雅君、編曲：紀佳松
5. 我是女人
  - 作曲：紀佳松、作詞：李念和、編曲：紀佳松
6. 瑪紀 Feat. MATZKA
  - 作曲：紀佳松/MATZKA、作詞：李念和/MATZKA、編曲：紀佳松/MATZKA
  - 第一主打
7. 爛情歌
  - 作曲：紀佳松、作詞：紀佳松、編曲：紀佳松
8. 不要再打了 Feat. 曾沛慈
  - 作曲：紀佳松、作詞：紀佳松/黃文萱、編曲：紀佳松
  - 第三主打
9. 愛因斯坦的腦袋
  - 作曲：紀佳松、作詞：邵建維、編曲：紀佳松
10. 我找不到我
  - 作曲：紀佳松、作詞：余琛懋、編曲：紀佳松

## 唱片版本
- CD版

## 音樂錄影帶
| 歌名                        | 執導   | 首播日期       | 首播頻道 | 附註 |
| --------------------------- | ------ | -------------- | -------- | ---- |
| 瑪紀 （页面存档备份，存于） | 游紹   | 2013年11月18日 | MTV      |      |
| 不要忘記我                  | 黃中平 | 2013年12月2日  | MTV      |      |
| 不要再打了                  |        | 2014年1月1日   | MTV      |      |

## 派台歌成績
| 年份 | 歌曲       | 幽浮 | Hito | MTV |
| 2013 | 瑪紀       | 10   | 10   | -   |
|      | 不要忘記我 | 7    | 7    | -   |
|      | 不要再打了 | -    | 10   | -   |

(*)表示仍在榜上
粗體表示冠軍歌

## 備註
1. ↑  明道携同门好兄弟纪佳松 5月3日广州签唱
2. ↑  五大唱片 （页面存档备份，存于），2013年11月27日 (三) 17:45 (UTC+8)查閱（繁體中文）
3. ↑  .   [2020-07-02]. （原始内容存档于2020-07-03）.